# Mikko Jokela
Mikko Oskari Jokela (* 4. März 1980 in Lappeenranta) ist ein finnischer Eishockeyspieler, der von Mai bis Oktober 2016 beim EC VSV in der EBEL unter Vertrag stand und seit November 2016 für KooKoo in der finnischen Liiga spielt.

## Karriere
Mikko Jokela begann seine Karriere als Eishockeyspieler im Nachwuchsbereich von KalPa Kuopio, in dem er bis 1997 aktiv war. Anschließend wechselte er zu HIFK Helsinki, für dessen Profimannschaft er in der Saison 1997/98 sein Debüt in der SM-liiga gab und mit dem er in seinem Rookiejahr auf Anhieb die finnische Meisterschaft gewann. Nachdem er auch die Saison 1998/99 bei HPK begonnen hatte, kehrte der Verteidiger nach Kuopio zurück, bei dem er die Spielzeit beendete. Von 1999 bis 2001 spielte er für dessen Ligarivalen SaiPa Lappeenranta, ehe er von den New Jersey Devils, die ihn bereits im NHL Entry Draft 1998 in der vierten Runde als insgesamt 96. Spieler ausgewählt hatten, nach Nordamerika berufen wurde. Dort kam er in eineinhalb Jahren jedoch nur für deren Farmteam aus der American Hockey League, die Albany River Rats zum Einsatz. Am 24. Januar 2003 wurde er im Tausch für Steve Kariya an die Vancouver Canucks angegeben, für die er in der Saison 2002/03 sein Debüt in der National Hockey League gab, wobei dies sein einziger Einsatz in der NHL blieb. Die restliche Zeit bis 2004 verbrachte der Finne allerdings erneut in der AHL, in der er für Vancouvers Farmteam Manitoba Moose auf dem Eis stand.
Zur Saison 2004/05 unterschrieb Jokela in seiner finnischen Heimat bei HPK Hämeenlinna, für das er insgesamt drei Jahre lang in der SM-liiga auflief und mit dem er 2006 ebenfalls finnischer Meister wurde. Zudem unterlag er 2007 im Finale um den IIHF European Champions Cup mit 0:6 gegen den russischen Gegner Ak Bars Kasan. Nach zwei Spielzeiten bei Jokerit Helsinki erhielt der Nationalspieler einen Vertrag beim HK Dinamo Minsk aus der Kontinentalen Hockey-Liga. Nach der Saison 2009/10 wurde sein Kontrakt nicht verlängert und der Finne entschied sich einen Vertrag für zwei Jahre bei Timrå IK zu unterzeichnen. Im März 2011 wurde dort sein Kontrakt aufgelöst, nachdem Jokela den Wunsch geäußert hatte, in seine finnische Heimat zurückzukehren. Zwei Monate später erhielt er einen Kontrakt beim HIFK Helsinki, für den er bis 2014 spielte und dabei über 150 Spiele in der Liiga absolvierte.
2014 kehrte er zu seinem Heimatverein zurück und wurde bei KalPa zum Kapitän ernannt. Nach zwei Jahren bei KalPa zog es Jokela erneut ins Ausland, er unterschrieb im Mai 2016 beim EC VSV aus der EBEL. Ende Oktober 2016 gab Jokela jedoch seine Rückkehr nach Finnland aus familiären Gründen bekannt. Seit November 2016 spielt er für KooKoo in der finnischen Liiga.

### International
Für Finnland nahm Jokela an den U18-Junioren-Europameisterschaften 1997 und 1998, den U20-Junioren-Weltmeisterschaften 1999 und 2000 sowie der Weltmeisterschaft 2008 teil.

## Erfolge und Auszeichnungen
- 1998 Finnischer Meister mit dem HIFK Helsinki
- 2006 Finnischer Meister mit HPK Hämeenlinna
- 2007 2. Platz beim IIHF European Champions Cup mit HPK Hämeenlinna
- 2009 Spengler-Cup-Gewinn mit dem HK Dinamo Minsk

### International
- 1997 Goldmedaille bei der U18-Junioren-Europameisterschaft
- 1998 Silbermedaille bei der U18-Junioren-Europameisterschaft
- 1998 Bester Verteidiger der U18-Junioren-Europameisterschaft
- 1998 All-Star-Team der U18-Junioren-Europameisterschaft
- 2008 Bronzemedaille bei der Weltmeisterschaft

## Statistik
(Stand: Ende der Saison 2013/14)